# Adonea
Adonea fimbriata es una especie de araña araneomorfa de la familia Eresidae. Es la única especie del género monotípico Adonea.  

## Distribución
Es originaria de la Cuenca del Mediterráneo.